# Olympic Airlines
Olympic Airlines (Ολυμπιακές Αερογραμμές, Olympiakés Aerogrammés - OA) var ett statsägt flygbolag med omkring 1 850 anställda. Flygbolagets huvudkontor låg i Aten. Även om logotypen påminner om de Olympiska spelen är flygbolaget tekniskt sett inte namngiven efter detta, utan de Olympiska gudarna, den principiella gruppen av gudar och gudinnor i Grekisk mytologi.
Den 29 september 2009 upphörde Olympic Airlines med sin verksamhet och de flesta av sina flygningar och Olympic Air, det nya företaget, påbörjade sin verksamhet. Olympic Airlines fortsatte att vara ansvarig för vissa flyg till grekiska öar som betecknades som offentlig tjänst samt några flygningar till destinationer utanför EU (Kairo, Alexandria, Tel Aviv, Beirut, Belgrad) tills den grekiska staten genomfört en offentlig upphandling och omfördelande av rutter.

## Historia

### Starten
Olympic Airlines startades i Grekland 1930. Flygbolaget kallades Icarus men gick snart i konkurs på grund av finansiella problem och begränsat grekiskt intresse i luftfart. Ε.Ε.Ε.Σ (Ελληνική Εταιρεία Εναέριων Συγκοινωνιών, Grekiska företaget för luftfart) startades. Under samma tid, 1935, startades ett nytt flygbolag, det privatägda T.A.E. Strax efter andra världskriget, 1947, fanns det tre greklandsbaserade företag: T.A.E., ΕΛΛ.Α.Σ. och Hellenic Airlines (Α.Μ.Ε.)

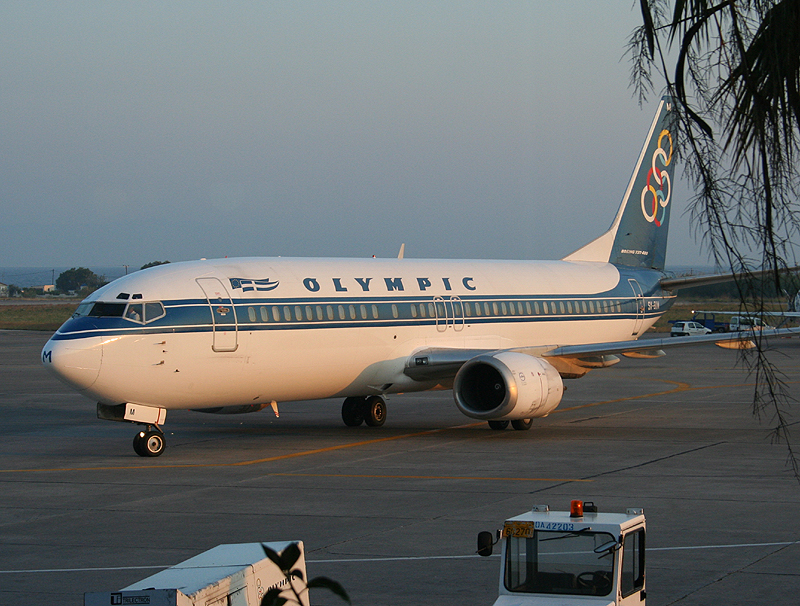
Boeing 737-400.

1951 bestämdes det att, efter den finansiella förlusten av de tre företagen, den grekiska staten skulle slå ihop dem till ett bolag: Hellenic National Airlines T.A.E. Det nya bolaget gick så dåligt att redan 1955 var staten tvungna att lägga ner verksamheten. Det fanns inget intresse för att köpa flygbolaget, så den grekiska staten köpte tillbaka företaget igen. I juli 1956 gjordes en överenskommelse mellan den grekiska staten och Aristotle Onassis att sälja företaget. Företaget flög under namnet T.A.E. till slutet av året och under de första månaderna av 1957 då den 6 april 1957 fick namnet Olympic Airways/Ολυμπιακή Αεροπορία.

### Olympic under 1960-talet
Det nya företaget etablerade sig fort. 1960 avgick det första jetplanet, en De Havilland Comet 4B. Vid samma tid beslutades att Olympic och British European Airways skulle ha gemensamma koddelade flygningar. Senare utvidgades företagens samverkan. När Hellenics flygbesättning skulle tillbringa natten i London, fick den brittiska besättningen flyga till BEA-destinationer med grekiska Comet-planet, och det samma med den grekiska besättningen på BEA:s Comets. På alla BEA och Olympic Airways-Cometer skulle det stå "BEA-OLYMPIC".
1965 lades en order på Boeing 707-300. Den första levererades 1966 under namnet "City of Corinth". Nonstopflygningen mellan Athen och New York (JFK flygplats) var den första att öppnas. 1968 öppnades flygningar till Afrika och bolaget fick en Boeing 727-200. 1969 lanserade företaget en flyglinje till Kanada.

### Olympic under 1970-talet
1971 köpte Olympic Airways en NAMC YS-11 för ett ersätta de föråldrade Douglas DC-3 och Douglas DC-6-orna, som tidigare flugit inrikes. Samma år startades Olympic Aviation, ett flygbolag som flyger till de grekiska öarna. 1972 startades en flyglinje till Australien.
Senare köpte Olympic Airways en Boeing 720-051B och en Boeing 747-200. Den 5 januari 1973 landade en Concorde på Aten-Elefthérios Venizélos internationella flygplats för demonstration.
Den 22 januari 1973 inträffade en händelse som dramatiskt ändrade Olympic Airways framtid. Aristotle Onassis' son, Alexanders, död i ett flyghaveri blev en chock för det grekiska folket och detta blev början till slutet för Olympic Airways. Några månader senare sålde Onassis alla sina aktier i företaget till den grekiska staten, och dog snart därefter (1975). 1976 köpte flygbolaget in Boeing 737or och startade Olympic Catering. På grund av kostnadsnedskärningar blev företaget 1977 tvungna att lägga ner Australien-linjen, vilken följdes av den kanadensiska 1978. 1978 lade Olympic Airways in sin första order på Airbus A300.

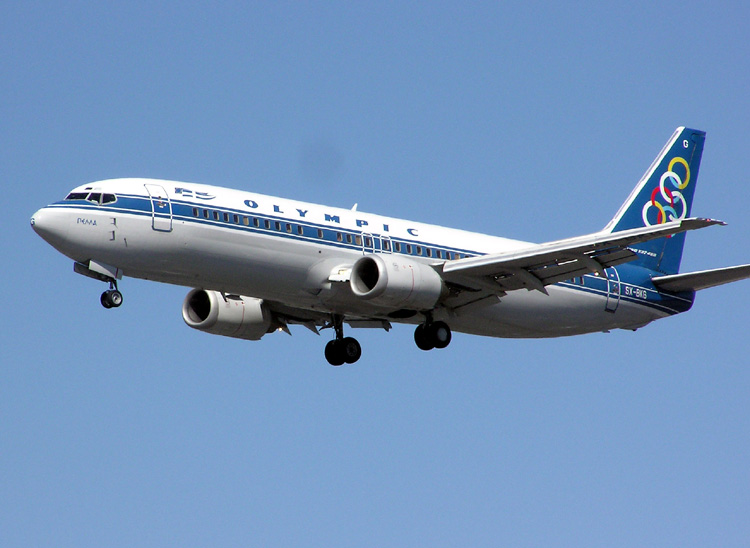
Olympic Airlines Boeing 737.

### Olympic under 1980-, 1990 och 2000-talet
Två nya Boeing 747-200 köptes in 1984 från Singapore Airlines och Kanada- och Australienlinjerna öppnades igen. Ett nytt dotterbolag, Olympic Airways Cargo, öppnades genom att göra om ett Boeing 707-300 (City of Lindos). 1986 inträffade den värsta katastrofen i Olympic Airways historia och de finansiella förlusterna ökade.
Flygbolaget fick stora finansiella problem under 1980-talet, främst på grund av ledarskapsproblem. Grekiska politiker och deras familjer reste gratis med flygbolaget. Grekiska myndigheter lät också grekiska massmediaprofiler resa med 97% rabatt. Olympic Tourist startades som ett dotterbolag till Olympic Airways, ett bolag som inte enbart sålde biljetter till Olympic Airways utan även till andra.
Under mitten av 1980-talet öppnades en ny nonstoplinje till Tokyo men lades snart ner på grund av lågt intresse. Flygbolaget köpte in Boeing 737-400-flygplan 1993 och den större versionen av Airbus A300, A300-600R. På grund av de ökade förlusterna och kostnader beslutade regeringen att formulera ett återställningsprogram där alla kostnader avskrevs. Detta programmet, liksom de andra planerna, misslyckades. Resultatet blev ännu större utgifter och ökade förluster. 1999 köpte Olympic Airways in fyra Airbus A340-313X för att ersätta Boeing 747-200-planen.

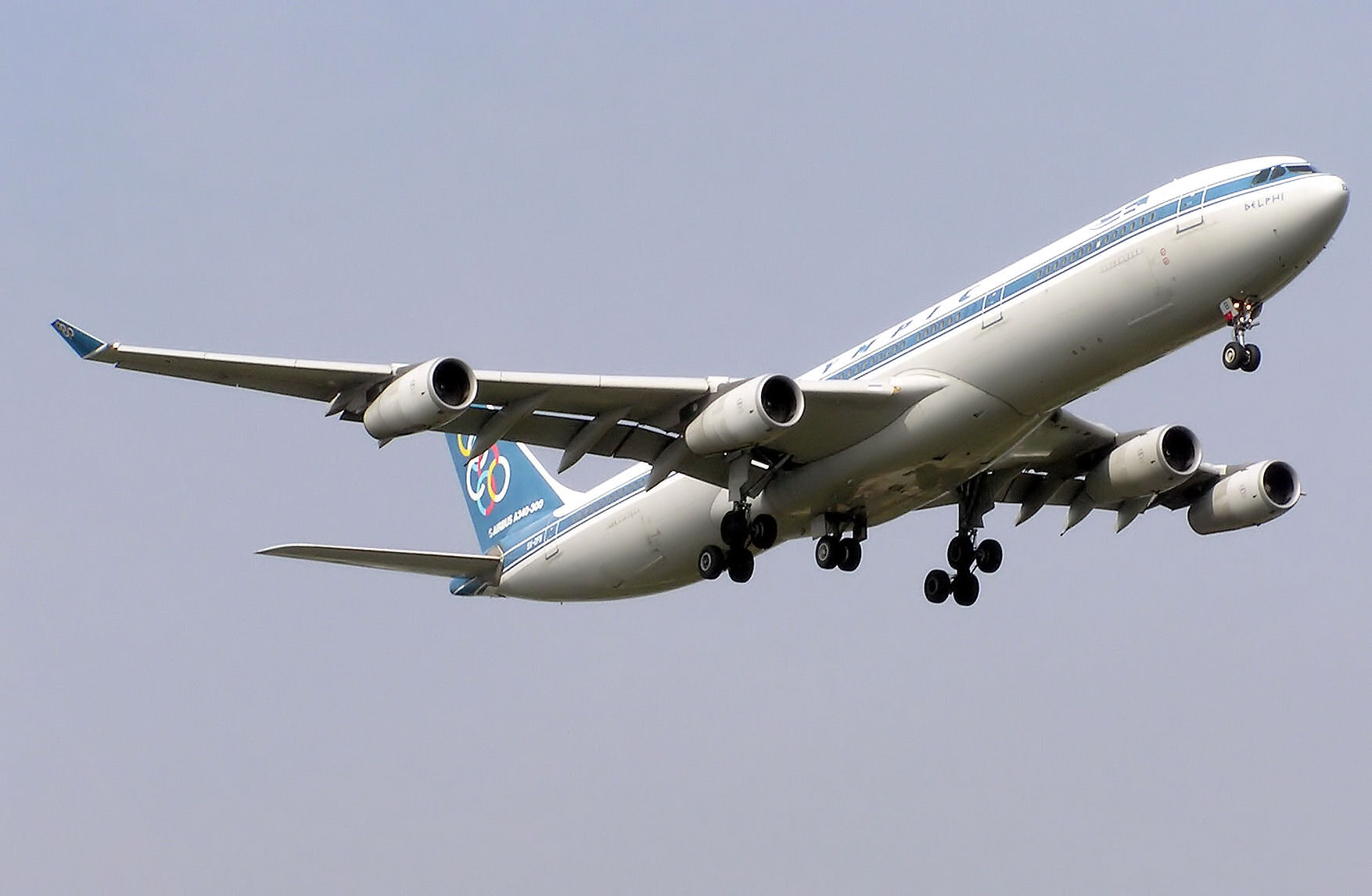
Olympic Airlines Airbus A340-300.

Snart blev utgifterna än högre och 2003 beslutade regeringen att rekonstruera Olympic Airways-gruppen med företag. Dotterbolaget, Macedonian Airlines, bytte namn till Olympic Airlines S.A. och tog över flygningarna från Olympic Airways, vilket därmed skrev av Airways skulder. De återstående grupperna företag, förutom Olympic Aviation (Olympic Aiways, Olympic Into-Plane Company, Olympic Fuel Company, Olympic Airways Handling och Olympic Airways Technical Base), sammanslogs och gjorde ett nytt företag Olympic Airways Services. I december 2004 beslutade den grekiska regeringen att privatisera Olympic Airlines, men säljprocessen misslyckades eftersom en av köparna redan hade en statsskuld på närmare 500 miljoner euro.

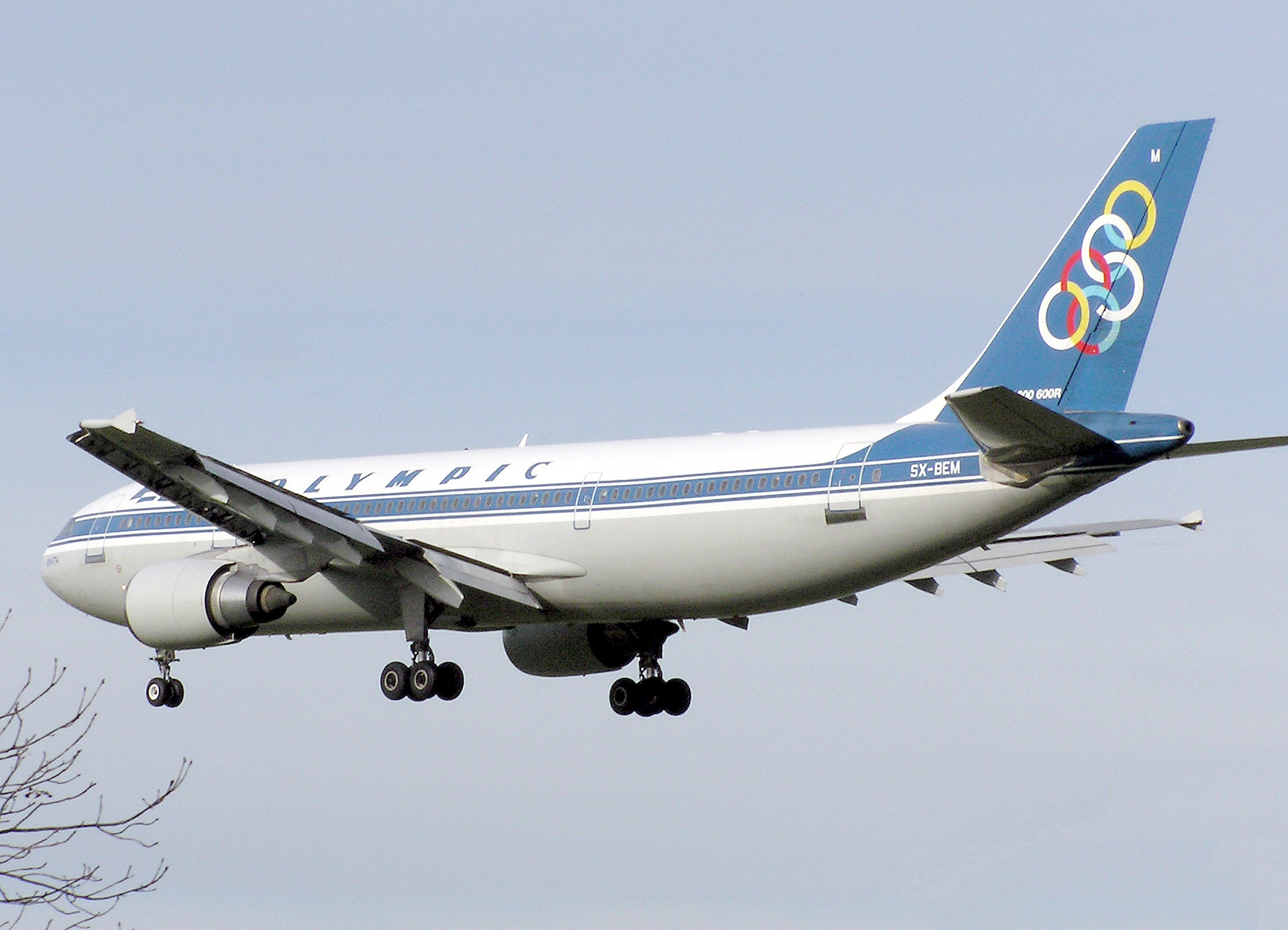
Olympic Airlines Airbus A300B4-600R.

## Incidenter och olyckor
- 29 oktober 1959: Havererade ett Olympic Airways Douglas DC-3 nära Aten, Grekland. Alla 18 personer ombord (15 passagerare och 3 anställda) omkom.
- 8 december 1969: Havererade ett Olympic Airways Douglas DC-6 nära Keratea, Aten, Grekland. Alla 90 personer ombord (85 passagerare och 5 anställda) omkom.
- 18 februari 1972: Havererade ett Olympic Aviation Learjet utanför Monte Carlos kust. De två i besättningen omkom.
- 21 oktober 1972: Havererade ett Olympic Airways NAMC YS-11 nära Voula, Aten, Greklands kust. 37 personer (36 passagerare 1 anställd) omkom, medan 16 passagerare och 3 anställda överlevde.
- 23 november 1976: Havererade ett Olympic Airways NAMC YS-11 nära Kozani, Grekland. Alla 46 passagerare och 4 anställda omkom.
- 3 augusti 1989: Havererade ett Olympic Aviation Short 330 nära Samos flygplats, Grekland. Alla 31 passagerare och 3 anställda omkom.

## Destinationer
Mer information: Olympic Airlines destinationer
Olympic Airlines har 13 interkontinentala destinationer, 28 europeiska destinationer och 36 inrikesdestinationer.

## Flotta
Olympic Airlines flotta består av följande flygplan (mars 2007):

### Föråldrade
Olympic Airlines har tidigare kört med Douglas DC-3, Boeing 707-300, 717-200, 720-051, 727/30-200, 737-200, 747-100, 747-200, Britten-Norman Islander, DH 106 Comet, Douglas DC-4, Douglas DC-6, Learjet 25, NAMC YS-11, Dornier 228, Shorts SC.7 Skyvan och Short 330.